# 古田县博物馆
古田县博物馆是位于福建省宁德市古田县的一个综合性博物馆，坐落于城西街道城西路的“文化三馆”之中，与古田县文化馆、古田县图书馆共用馆舍。古田县博物馆成立于1991年，隶属于古田县文化和旅游局管辖，2022年建成新馆，展厅面积约3000平方米，馆藏文物5400余件。2023年，古田县博物馆入选为国家三级博物馆。

## 历史
中华人民共和国成立之初，位于城关解放路196号的古田县文化馆主管古田县的文物工作。1991年10月，成立古田县博物馆机构，负责古田县文物的相关工作，并迁址至六一四路301号文化大楼。2018年10月，古田县投资2.97亿元人民币，开工建设“古田县文化三馆”项目，2022年落成后，博物馆迁址于此。2023年12月，古田县博物馆被中华人民共和国国家文物局选为第五批国家三级博物馆。

## 展览规模
古田县“文化三馆”为钢构建筑，外形类似一颗种子，总面积5130.08平方米，古田县博物馆位于文化三馆的西区，博物馆使用的建筑面积约3000平方米，其中包括文物库房、临时展厅、多功能厅、公共服务区，以及社教室、办公区、文物修复室和文物摄影室等组成部分。
古田县博物馆内有藏品5400余件（套），包括360件较为珍贵的文物。内部分为4个基本陈列，分别为“千年古邑—古田县通史展”“峥嵘岁月—古田红色文化主题展”“家国情怀—古田库区与华侨历史展”“人文荟萃—古田人文历史展”“悠悠乡愁—古田民俗记忆展”。此外，博物馆举办了多次临时展览，如“第一次全国可移动文物普查成果展”“文物保护单位图片展”“古田县革命历史展”等。